# Gütersloh (distrito)
Gütersloh é um distrito (Kreis ou Landkreis) da Alemanha localizado na região administrativa (Regierungsbezirk) de Detmold, no estado da Renânia do Norte-Vestfália.

## Cidades e municípios
(População em 30 de junho de 2006)
| Cidades                  | População |
| Gütersloh                | 96 202    |
| Rheda-Wiedenbrück        | 46 622    |
| Rietberg                 | 28 918    |
| Schloß Holte-Stukenbrock | 26 101    |
| Harsewinkel              | 24 259    |
| Halle                    | 21 294    |
| Versmold                 | 21 048    |
| Werther                  | 11 496    |
| Borgholzhausen           | 8 747     |
| Municípios               | População |
| Verl                     | 24 685    |
| Steinhagen               | 19 946    |
| Herzebrock-Clarholz      | 16 151    |
| Langenberg               | 8 146     |